# Ludwig Engelhardt
Ludwig Engelhardt, né à Saalfeld/Saale le 18 août 1924 et mort à Berlin le 21 janvier 2001 , est un sculpteur allemand.

## Biographie
Ludwig Engelhardt rejoint le NSDAP en 1942. Après avoir suivi une formation en ébénisterie, Engelhardt étudie à l'École supérieure d'art de Berlin-Weißensee (de) de 1951 à 1956. Il a vécu plusieurs années à Usedom, où il réalisé le groupe Karl Marx et Friedrich Engels placé actuellement sur le Marx-Engels-Forum à Berlin.